# Station Grindsted
Station Grindsted is een voormalig spoorwegstation in het Deense Grindsted. Het station was een knooppunt van spoorlijnen in zes richtingen die inmiddels alle gesloten zijn. Als laatste sloot in 2012 het laatste deel van de lijn Langå - Bramming, waarvan alleen nog het gedeelte tussen Grindsted en Bramming werd gebruikt als museumlijn. Voorheen lag het ook aan de lijnen Kolding - Troldhede, Varde - Grindsted en Vejle - Grindsted.
Het stationsgebouw uit 1914 is een ontwerp van de architect Heinrich Wenck.